# Гаспар, Марио
Ма́рио Гаспа́р Пе́рес Марти́нес (исп. Mario Gaspar Pérez Martínez; 24 ноября 1990, Новельда, Испания), или просто Ма́рио Гаспар (исп. Mario) — испанский футболист, защитник.

## Клубная карьера
Марио — воспитанник «Вильярреала». В 2011 году он подписал полноценный контракт с основной командой и стабильно закрепился в основном составе «подводников». 1 мая 2012 года он забил свой первый профессиональный гол в карьере, открыв счёт в матче против «Спортинга», в конце сезона, который обернулся вылетом «Вильярреала» из Ла Лиги. В мае 2014 года он продлил контракт на четыре года.
21 августа 2014 года Гаспар забил свой первый гол в еврокубках, поразив ворота казахстанской «Астаны» в первом матче раунда плей-офф Лиги Европы УЕФА. В январе 2017 года он подписал новый контракт до 2023 года.
18 марта 2018 года Гаспар сыграл 300-й официальный матч за «Вильярреал» против мадридского «Атлетико». Только Кани, Маркос Сенна и его товарищ по команде Бруно Сориано достигали этого показателя. Гаспар был назначен капитаном команды из-за длительных травм Сориано. 21 апреля 2021 года сыграл 400-й официальный матч за клуб в игре против «Алавес».
29 июля 2022 года перешёл в английский клуб «Уотфорд».

## Карьера в сборной
Гаспар сыграл 16 матчей за юношескую сборную Испании. Он получил свой первый вызов в первую команду в октябре 2015 года. Он дебютировал 12 октября, забив единственный гол в игре против Украины — в последнем туре сборная уже заняла первое место в своей группе в отборе на Евро 2016. Он забил и в следующем игре в товарищеском матче против Англии в Аликанте, а гол был номинирован на премию ФИФА Пушкаша.

## Достижения
«Вильярреал»
- Победитель Лиги Европы УЕФА: 2020/21